# Années 1800 en sport
Chronologie du sport
- années 1790 en sport - années 1800 en sport - années 1810 en sport

## Billard
- 1808 : huit salles de billard  sont recensées à New York.

## Boxe
- 7 janvier 1800 : le Britannique Jack Bartholomew défend son titre de champion d’Angleterre, après un match nul sur 51 rounds contre Jem Belcher à St George's Fields[1].

## Cricket
- 1803 : fondation d’un éphémère club de cricket à New York. Le New York Cricket Club cesse ses activités un an plus tard. Introduction du cricket en Australie.
- 1806 : première référence à la pratique du cricket en Argentine dans la plus importante communauté anglaise hors du Commonwealth.
- 1809 : fondation d’un club de cricket à Boston (États-Unis).

## Curling
- 1807 : fondation au Canada du Montréal Curling Club.

## Gymnastique
- 1800 : le Suédois Per Henrik Ling (1776-1839), « père de la gymnastique suédoise », fréquente comme étudiant le gymnase de Copenhague.
- 1801 : sous l’influence de l’Allemand Basedow, la gymnastique est désormais obligatoire dans les écoles primaires danoises.

## Natation
- 1804 : construction du premier bassin à fond de bois permettant la création d’une École Impériale de Natation à Paris.

## Sport hippique
- 1807 : première édition de la course hippique anglaise de l’Ascot Gold Cup, à Ascot.
- 1809 : première édition de la course hippique anglaise des 2000 Guinnées, à Newmarket.

## Naissance
- 1800 :
  - Jem Ward, boxeur anglais. († 3 avril 1884).
- 1802 :
  - ? : Edmond Barre, joueur de jeu de paume français. († ? 1873).
- 1806 : 
  - 24 novembre : William Webb Ellis, inventeur du rugby moderne britannique. († 24 février 1872).
  - ? Simon Byrne, boxeur anglais. († 2 juin 1833).
- 1809 :
  - 8 décembre : James Burke, boxeur anglais. († 8 janvier 1845).